# ژوزف پیتون دو تورنفور
ژوزف پیتون دو تورنفور (انگلیسی: Joseph Pitton de Tournefort؛ ۵ ژوئن ۱۶۵۶ – ۲۸ دسامبر ۱۷۰۸) گیاه‌شناس اهل فرانسه بود.
او برای نخستین بار گلسنگ را تحت عنوان یک جنس معرفی کرد و ۲۵ گونه را به عرصه گلسنگ‌شناسی ارائه کرد.